# 艾勤賢
艾勤賢（Kevin Barry Egan，1947年1月10日—2018年6月17日），澳洲籍知名香港大律師，約於1980年代開始執業，曾任香港殖民地政府律政署副首席檢控官，專責廉署案件，後私人執業後，亦專門接辦廉署案件。與林炳昌及前廉署執行處副處長徐家傑被合稱為廉署「天、地、人」三魔。2018年6月17日，因食道癌復發突然離世，終年70歳。

## 專業資格
- 澳洲大律師公會會員 (1972)
- 香港大律師公會會員 (1990)

## 私人生活
他早年在澳洲結婚，育有兩子，他與妻離婚，其中一子在2004年身亡。

## 官司
於律政署任主控官時，曾負責「楊元龍造馬案」，私人執業後曾代表錢志明處理轟動一時的字母小姐案件，2002年8月前冠軍騎師霍達被控造馬，艾勤賢擔任其辯護大律師。
2004年7月15日，艾勤賢被指在無合法權限或合理辯解下，企圖向一名報章記者披露一名參與廉政公署保護證人計劃的女證人身份及資料，事件觸發廉署搜查多間報社。2006年6月16日，他與另一名涉案律師林炳昌被法庭裁定妨礙司法公正罪名成立，林炳昌入獄4年，艾勤賢則入獄2年半。
2009年2月12日，艾勤賢上訴成功，無罪釋放，但林炳昌的定罪仍維持，更需加刑；最終林炳昌亦於2010年6月28日上訴成功，獲撤消所有控罪。

- 參見唐琳玲法院偷拍案

### 腳注
1. ↑  Callick, Rowan. . The Australian. 2009-02-20  [2018-06-18]. （原始内容存档于2020-03-28） （澳大利亚英语）.
2. ↑  . 香港01.   [2018-06-18].
3. ↑  .   [2009-02-12]. （原始内容存档于2014-09-06）.
4. ↑  .   [2010-06-29]. （原始内容存档于2010-07-03）.